# 中孔壮绵鳚
中孔壮绵鳚，為輻鰭魚綱鱸形目绵鳚亞目绵鳚科的其中一種，分布於西南太平洋區的智利及秘魯海域，屬底棲性魚類，棲息深度760-1830公尺，體長可達48.5公分。

## 扩展阅读
維基物種上的相關：中孔壮绵鳚